# Abdennour Belhocini
Abdennour Belhocini (en arabe : عبد النور اهاب بلحوسيني) est un footballeur algérien né le 18 août 1996 à Sidi Bel Abbès. Il évolue au poste de milieu gauche au CR Belouizdad.

## Biographie
Avec le club de l'USM Bel Abbès, il dispute 54 matchs en première division algérienne, inscrivant 16 buts.
Le 17 février 2020, il se met en évidence en étant l'auteur d'un triplé lors de la réception du NC Magra, permettant à son équipe de l'emporter 3-1. Cette saison-là, il marque un total de dix buts en championnat.

## Statistiques

### En club
| Saison                | Club                  | Championnat           | Championnat | Championnat | Championnat | Coupe(s) nationale(s) | Coupe(s) nationale(s) | Coupe(s) nationale(s) | Compétition(s) continentale(s) | Compétition(s) continentale(s) | Compétition(s) continentale(s) | Compétition(s) continentale(s) | Total | Total | Total |
| Saison                | Club                  | Division              | M.          | B.          | P.d.        | M.                    | B.                    | P.d.                  | Comp.                          | M.                             | B.                             | P.d.                           | M.    | B.    | P.d.  |
| 2016-2017             | USM Bel Abbès         | Ligue 1               | 5           | 0           | 0           | 2                     | 0                     | 0                     | -                              | -                              | -                              | -                              | 7     | 0     | 0     |
| 2017-2018             | USM Bel Abbès         | Ligue 1               | 22          | 5           | 1           | 3                     | 0                     | 0                     | -                              | -                              | -                              | -                              | 25    | 5     | 1     |
| 2018-2019             | USM Bel Abbès         | Ligue 1               | 9           | 1           | 1           | -                     | -                     | -                     | -                              | -                              | -                              | -                              | 9     | 1     | 1     |
| 2019-2020             | USM Bel Abbès         | Ligue 1               | 17          | 10          | 1           | 1                     | 0                     | 0                     | -                              | -                              | -                              | -                              | 18    | 10    | 1     |
| Sous-total            | Sous-total            | Sous-total            | 53          | 16          | 3           | 6                     | 0                     | 0                     | -                              | -                              | -                              | -                              | 59    | 16    | 3     |
| 2020-2021             | Umm Salal SC          | Qatar Star League     | 8           | 1           | 0           | 1                     | 1                     | 0                     | -                              | -                              | -                              | -                              | 9     | 2     | 0     |
| 2020-2021             | Al-Wakrah SC          | Qatar Star League     | 3           | 0           | 0           | 1                     | 1                     | 0                     | -                              | -                              | -                              | -                              | 4     | 1     | 0     |
| 2021-2022             | Club Africain         | Ligue 1 Pro           | 9           | 0           | 0           | 1                     | 0                     | 0                     | -                              | -                              | -                              | -                              | 10    | 0     | 0     |
| 2022-2023             | Club Africain         | Ligue 1 Pro           | 6           | 0           | 1           | -                     | -                     | -                     | CAF2                           | 4                              | 0                              | 0                              | 10    | 0     | 1     |
| Sous-total            | Sous-total            | Sous-total            | 15          | 0           | 1           | 1                     | 0                     | 0                     | -                              | 4                              | 0                              | 0                              | 20    | 0     | 1     |
| 2023-2024             | CS Constantine        | Ligue 1               | 24          | 5           | 2           | 5                     | 1                     | 0                     | CAF                            | -                              | -                              | -                              | 29    | 6     | 2     |
| 2024-2025             | CS Constantine        | Ligue 1               | 19          | 7           | 3           | 1                     | 0                     | 0                     | CAF2                           | 11                             | 3                              | 0                              | 31    | 10    | 3     |
| Sous-total            | Sous-total            | Sous-total            | 43          | 12          | 5           | 6                     | 1                     | 0                     | -                              | 11                             | 3                              | 0                              | 60    | 16    | 5     |
| Total sur la carrière | Total sur la carrière | Total sur la carrière | 122         | 29          | 9           | 15                    | 3                     | 0                     | -                              | 15                             | 3                              | 0                              | 152   | 35    | 9     |

## Palmarès
USM Bel Abbès
- Coupe d'Algérie (1) :
  - Vainqueur : 2017-18.

### Palmarès individuel
- Co-meilleur buteur du championnat d'Algérie 2019-20 à égalité avec Mohamed Lamine Abid et Mohamed Tiaïba (10 buts).